# キリル・ウラジーミロヴィチ
キリル・ウラジーミロヴィチ（ロシア語: Кири́лл Влади́мирович, 1876年10月13日（ユリウス暦9月30日） - 1938年10月12日）は、ロシア帝国の皇族、ロシア大公。ロシア革命が勃発し、それに引き続いて従兄の皇帝ニコライ2世とその弟ミハイル大公が処刑されると、ロシア帝室家長および名目上のロシア皇帝を称した。海軍少将。

## 生涯
皇帝アレクサンドル2世の三男ウラジーミル・アレクサンドロヴィチ大公とその妻マリー妃との間の次男（第二子）としてツァールスコエ・セローに生まれた。誕生の翌年に兄アレクサンドルが2歳で死去したため、大公一家の事実上の長子として育てられた。母マリーはメクレンブルク＝シュヴェリーン大公フリードリヒ・フランツ2世の娘で、キリルが生まれたときは正教への改宗を拒んでプロテスタント信仰を守っていたが、後に息子たちの帝位継承権を保持するために改宗し、マリヤ・パヴロヴナと名乗った。アレクサンドル2世の男系の孫息子であるキリルには、ロシア大公の称号と「Его Императорское Высочество」の敬称が与えられた。イギリス人の乳母ミリセント・クロフトに育てられる。教育責任者は退役したアレクサンドル・ダラー砲兵大将が務めた。ツァールスコエ・セローの硬水により皮膚病に悩まされたため、ネヴァ川から特別に水を取り寄せた。またエストニアの保養地ハープサルでも過ごした。1891年、海軍幼年団（幼年学校）に入学する。
1896年、海軍幼年団（幼年学校）を卒業。その後、一等巡洋艦「ロシア」（1897年 - 1898年）、「ゲネラール＝アドミラール」（1899年）、戦艦「ロスティスラブ」（1900年）、「ペレスヴェート」（1901年 - 1902年）で勤務した。1902年 - 1903年には一等巡洋艦「アドミラル・ナヒモフ」の先任士官を務め、1904年3月には太平洋艦隊司令官本部海軍科長に就任した。
1904年に勃発した日露戦争に出征し、太平洋艦隊司令長官ステパン・マカロフ海軍中将の旗艦であった戦艦「ペトロパヴロフスク」で勤務した。しかし「ペトロバヴロフスク」は1904年4月に旅順港沖で日本海軍が敷設した機雷によって沈没した。キリルは生還したものの重度の火傷を負い、戦闘ストレス反応に悩まされ、本国に送還された。

### 結婚、革命
1905年10月8日、従妹にあたるザクセン＝コーブルク＝ゴータ家のヴィクトリア・メリタ王女と結婚した。ヴィクトリア・メリタの父のザクセン＝コーブルク＝ゴータ公アルフレートはイギリスのヴィクトリア女王の次男であり、母はアレクサンドル2世の娘でキリルの父方の叔母マリヤ・アレクサンドロヴナ大公女だった。

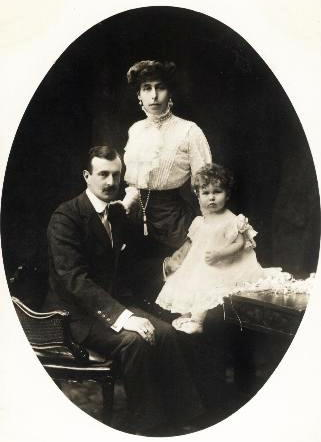
キリルと妃ヴィクトリア・メリタ、および夫妻の長女マリヤ（1909年）

この結婚は、ヴィクトリア・メリタが4年前に最初の夫でやはり従兄だったヘッセン大公エルンスト・ルートヴィヒと離婚していたために、ヨーロッパ諸国の宮廷で大きな醜聞として取り沙汰された。さらに悪いことに、エルンスト・ルートヴィヒは皇帝ニコライ2世の皇后アレクサンドラ・フョードロヴナの兄だった。皇后はかつての義姉で従妹でもあるヴィクトリア・メリタを毛嫌いしており、このことがロシア宮廷内のキリル大公の結婚に反対する空気をさらに助長した。キリル夫妻がロシアに帰国して間もなく、ニコライ2世はキリルの皇族年金の受給資格と「Его Императорское Высочество」の敬称、これまで与えられてきた栄典と勲章、そして海軍軍人としての軍籍を剥奪した。キリルは国外への亡命を余儀なくされた。
しかし1909年に父のウラジーミル大公が死去してキリルが帝位継承権第3位となると、ニコライ2世はキリルを海軍大佐および皇帝副官の地位に復帰させた。ヴィクトリア・メリタも宮廷の歓迎を受けてロシア大公妃の称号を与えられ、以後ロシアではヴィクトリヤ・フョードロヴナ大公妃殿下と名乗るようになった。
ヴィクトリア・メリタとの間には3人の子供が生まれた。
1. マリヤ（1907年 - 1951年） - ライニンゲン侯カールと結婚
2. キーラ（1909年 - 1967年） - プロイセン王子ルイ・フェルディナントと結婚
3. ウラジーミル（1917年 - 1992年） - 父に引き続きロシア帝室家長を名乗る

1909年 - 1910年には巡洋艦「オレーク」の先任士官、1912年1月 - 9月には同艦艦長を務めた。1914年7月、最高司令官附属海軍局事務・委任参謀将校。1915年3月から親衛乗組員長、同年2月から海軍砲術部長を兼任。
1917年に二月革命が勃発してニコライ2世が退位を余儀なくされると、キリルは麾下の連隊と一緒に臨時政府に忠誠を誓い、制服に革命支持を表す赤色のリボンを付けたという噂が流れた。この行為は帝室の人々から裏切りとして激しい非難の的になり、後にニコライ大公などのグループがキリルを正統なロシア帝位請求者と認めなくなる一因となった。しかし、実際にはパーヴェル大公とミハイル大公と協力して立憲君主制に移行することでニコライ2世を帝位にとどめようとした。十月革命が勃発すると、キリルは妻子を連れてまずフィンランドに亡命した。フィンランドでの亡命中赤軍の水兵がキリルの家に侵入した。だが水兵のうち1人が、キリルが指揮していた巡洋艦「オレーク」の乗組員であり、彼の艦内での評価が高かったことが幸いして難を逃れた。1921年にフランスに移った後、1924年にドイツのコーブルクに移住した。そしてそこで残りの半生を過ごすことになった。

### 帝位請求者
1922年8月、キリルはそれまで存在すらしていなかった「ロシア帝位の保護者」の称号を名乗った。これが不明瞭だと非難されたため、さらに2年後の1924年8月31日、キリルはさらに踏み込む形で「全ロシアの皇帝」の称号を名乗ったのである。帝位継承法に照らし合わせれば、キリルはニコライ2世一家とミハイル大公がボリシェヴィキ政府によって処刑された今、ロシア帝位請求権者の首位にあった。しかしながらキリルの母がキリルを出産した時にまだプロテスタント信徒で正教に改宗していなかったことを理由として、かつてのロシア皇族からキリルの帝位請求には反対の声が挙がった。キリルは革命前の専制的な体制の復活を否定し、階級対立の解消、信仰と良心の自由、民族間の平等な権利、労働者の権利保障、国民の広範な政治参加などリベラルな思想を掲げた。しかし確固たる秩序の維持と安定性を保証できる君主制をもってのみ、急進的な改革が可能であると考えた。ソビエト政権とロシア革命に対しては「20 年以上にわたる絶え間ない飢餓、最悪の暴政、個人のすべての自然権の完全な喪失しか生み出さなかった」と批判している。

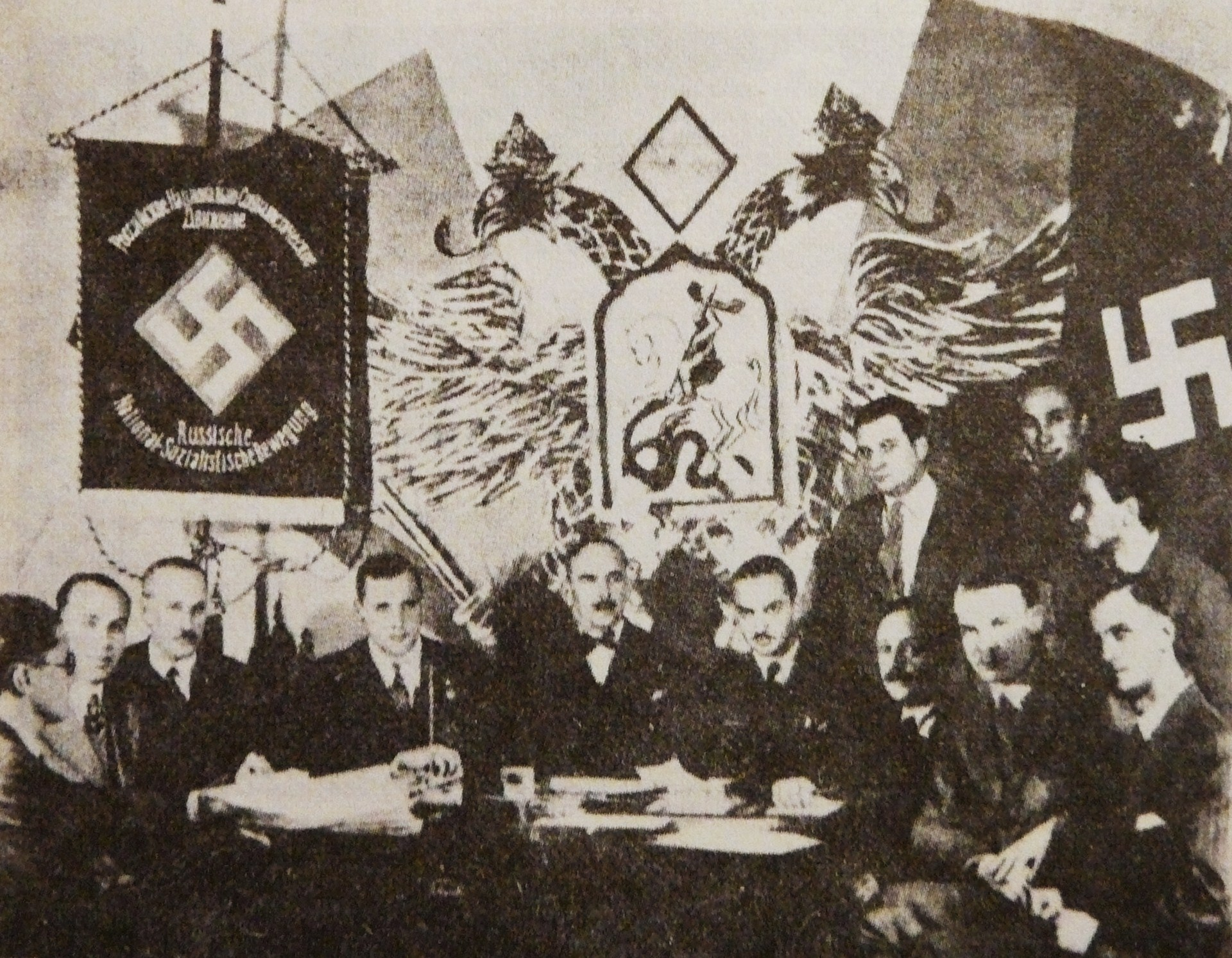
ロシア・ファシズム会議でのカゼム＝ベク(中央右)
_{中央はパベル・ベルモント＝アヴァロフ、その左はアナスタシア・フォンシアツキ}

亡命生活を送る間、キリルは正統王朝主義者（レギチミスティ、легитимисты）と名乗る亡命ロシア人の一部から資金援助を受けて生活していた（「正統」とは、キリルの帝位継承の「正統性」にちなむ呼称だった）。キリルを皇帝と認めない人々は非決定主義者（ネプレドレシェンツィ、непредрешенцы）と呼ばれた。彼らは以前の体制を根底から覆すような革命が起きてしまった以上、帝政を復活するにしても新たな皇帝はゼムスキー・ソボルの選出を受ける必要があるだろう、と主張していた。これには「前例」も存在した。1922年に白軍の指導者の一人ミハイル・ディテリフス将軍によって開催された「アムール地方のゼムスキー・ソボル」が、ニコライ2世やキリルの従叔父に当たるニコライ・ニコラエヴィチ大公を「全ロシアの皇帝」と宣言していたのである。
キリルは青年ロシア人（ムラドロッシ）という君主制支持者の組織から強力に支持されるようになった。ムラドロッシは亡命ロシア人による君主制支持組織で、他のファシスト運動とは距離を置いていたものの、ファシズムの強い影響を受けていた。しかしムラドロッシはツァーリ専制体制とソヴィエト独裁体制は平和的に共存可能であると主張するようになり、ソビエトに対する共感を強めていった（その頃から彼らは「ツァーリとソビエト」をスローガンとして標榜した）。キリルはムラドロッシの組織者であるアレクサンドル・カゼム＝ベクがGPUのエージェントとの会合を重ねていることを突き止めてからは、同組織に対して用心深くなった。キリルはカゼム＝ベクが組織の総裁職を辞任することに同意している。キリルの一人息子ウラジーミルは、第二次世界大戦が終わる頃までムラドロッシと繋がりを保ち続けた。
キリルが1938年に死去すると一人息子のウラジーミルがロシア帝室家長の座を継いだが、帝室の一部の人々はウラジーミルを家長とは認めなかった。ソビエト連邦が崩壊した後、ドイツのコーブルクに埋葬されていたキリルの遺骸はサンクトペテルブルクのペトロパヴロフスク要塞に移された。